# Discografia de Eric B. & Rakim

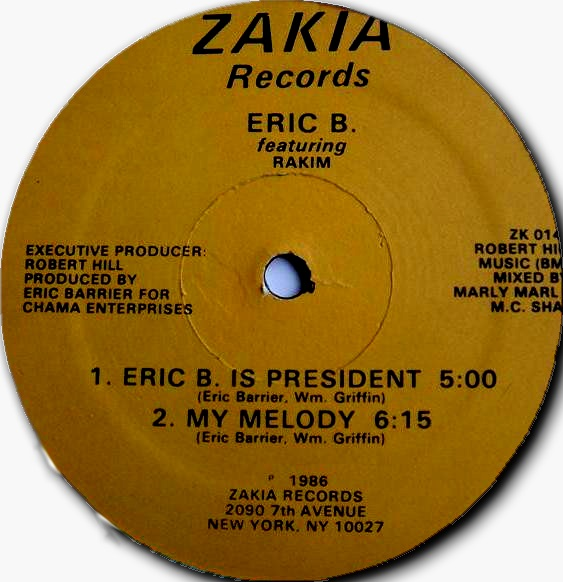
Eric B. & Rakim começaram sua bem sucedida e aclamada parceria em 1986 com o lançamento de "Eric B. is President" / "My Melody"

A discografia de Eric B. & Rakim, dupla americana de hip hop, consiste de quatro álbums, cinco coletâneas, 15  singles e nove clipes musicais. A dupla Eric B. & Rakim se formou e assinou contrato com a Zakia Records em 1985. No ano seguinte, a dupla assinou contrato com a 4th & B'way Records. O álbum de estreia Paid in Full foi lançado em 1987. Nos Estados Unidos, alcançou o número 58 da parada Billboard 200, número 8 da parada R&B/Hip-Hop Albums, e foi certificado álbum de platina pela Recording Industry Association of America (RIAA). Apareceu nas paradas dos Países Baixos, Nova Zelândia, e UK Albums Chart. Paid in Full produziu cinco singles, quatro dos quais apareceram na parada Hot R&B/Hip-Hop Songs. O quinto single "Paid in Full" (1988) alcançou o top cinco da parada dos Países Baixos e da Nova Zelândia.
Em 1988, Eric B. & Rakim lançaram seu segundo álbum de estúdio Follow the Leader. Alcançou o número 22 da parada Billboard 200, número 7 da R&B/Hip-Hop Albums, e foi certificado álbum de ouro pela RIAA. O álbum alcançou o número 25 da parada UK Albums Chart, e entrou na parada de álbuns sueca, holandesa, e da Nova Zelândia. Três canções do álbum foram lançadas como singles: "Follow the Leader", "Microphone Fiend", e "The R", sendo que a primeira e a última entraram na parada Hot R&B/Hip-Hop Songs. O terceiro álbum de etúdio da dupla Let the Rhythm Hit 'Em foi lançado em 1990. Alcançou o número 32 da Billboard 200, número 10 da parada  R&B/Hip-Hop Albums, e foi certificado álbum de ouro pela RIAA. O álbum entrou nas paradas de álbuns do Reino Unido e holandesa. Let the Rhythm Hit 'Em originou três singles, incluindo a faixa título e "In the Ghetto", ambos alcançando o top 10 da parada Hot Rap Tracks.
Don't Sweat the Technique (1992) foi o quarto álbum de estúdio. Alcançou o número 22 da Billboard 200 e número 9 da parada R&B/Hip-Hop Albums. Entrou na parada de álbuns do Reino Unido. Quatro canções, todas elas entrando no top 40 da parada R&B/Hip-Hop Songs, foram lançadas como singles do álbum. A faixa título, lançada como terceiro single, ficou no topo da parada Hot Rap Tracks. Em 1992, após Don't Sweat the Technique, Eric B. & Rakim se separaram. De 2001 até 2010, cinco coletâneas foram lançadas: 20th Century Masters – The Millennium Collection: The Best of Eric B. & Rakim (2001), Classic (2003), Gold (2005), Repaid in Full: The Paid in Full Remixed (2008) e Rarities Edition: Paid in Full (2010). Nenhum destes álbuns entrou nas paradas.

## Álbuns

### Álbuns de estúdio
| Paid in Full                                                                           | - Lançamento: 7 de julho de 1987 - Gravadora: 4th & B'way Records\|4th & B'way / Island - Formato: CD, CS, LP | 58 | 8  | 30 | 41 | —  | 85 | - RIAA: Platina |
| Follow the Leader                                                                      | - Lançamento: July 26, 1988 - Gravadora: Uni - Formato: CD, CS, LP                                            | 22 | 7  | 43 | 46 | 35 | 25 | - RIAA: Ouro    |
| Let the Rhythm Hit 'Em                                                                 | - Lançamento: 19 de junho de 1990 - Gravadora MCA - Formato: CD, LP                                           | 32 | 10 | 90 | —  | —  | 58 | - RIAA: Ouro    |
| Don't Sweat the Technique                                                              | - Lançamento: 23 de junho de 1992 - Gravadora: MCA - Formato: CD, CS                                          | 22 | 9  | —  | —  | —  | 73 |                 |
| "—" denota que não alcançou posição nas paradas ou não foi lançado naquele território. | |    |    |    |    |    |    |                 |

### Coletâneas
| Título                                                 | Detalhes                                                                             |
| ------------------------------------------------------ | ------------------------------------------------------------------------------------ |
| The Millennium Collection: The Best of Eric B. & Rakim | - Lançamento: 19 de junho de 2001 - Gravadora: Hip-O - Formato: CD                   |
| Classic                                                | - Lançamento: 22 de abril de 2003 - Gravadora: Universal - Formato: CD               |
| Gold                                                   | - Lançamento: 14 de junho de 2005 - Gravadora: Hip-O - Formato: CD                   |
| Repaid in Full: The Paid in Full Remixed               | - Lançamento: 5 de fevereiro de 2008 - Gravadora: Island - Formato: Digital download |
| Rarities Edition: Paid in Full                         | - Lançamento: 5 de janeiro de 2010 - Gravadora: Island - Formato: CD                 |

## Singles
| Título                                                                                 | Ano  | Pico nas paradas | Pico nas paradas | Pico nas paradas | Pico nas paradas | Pico nas paradas | Pico nas paradas | Pico nas paradas | Pico nas paradas | Pico nas paradas | Pico nas paradas | Álbum                                 |
| Título                                                                                 | Ano  | US               | US R&B           | US Rap           | BEL (FLA)        | FRA              | GER              | IRE              | NL               | NZ               | UK               | Álbum                                 |
| -------------------------------------------------------------------------------------- | ---- | ---------------- | ---------------- | ---------------- | ---------------- | ---------------- | ---------------- | ---------------- | ---------------- | ---------------- | ---------------- | ------------------------------------- |
| "Eric B. Is President"                                                                 | 1986 | —                | 48               | —                | —                | —                | —                | —                | —                | —                | —                | Paid in Full                          |
| "I Ain't No Joke"                                                                      | 1987 | —                | 38               | —                | —                | —                | —                | —                | —                | —                | —                | Paid in Full                          |
| "I Know You Got Soul"                                                                  | 1987 | —                | 64               | —                | 29               | —                | —                | 22               | 40               | —                | 13               | Paid in Full                          |
| "Move the Crowd"                                                                       | 1988 | —                | —                | —                | —                | —                | —                | —                | 72               | —                | 53               | Paid in Full                          |
| "Paid in Full"                                                                         | 1988 | —                | 65               | —                | 12               | 49               | 27               | 30               | 5                | 2                | 15               | Paid in Full                          |
| "As the Rhyme Goes On"                                                                 | 1988 | —                | —                | —                | —                | —                | —                | —                | —                | —                | 81               | Paid in Full                          |
| "Follow the Leader"                                                                    | 1988 | —                | 16               | —                | —                | —                | —                | —                | 75               | —                | 21               | Follow the Leader                     |
| "Microphone Fiend"                                                                     | 1988 | —                | —                | —                | —                | —                | —                | —                | —                | —                | 74               | Follow the Leader                     |
| "The R"                                                                                | 1989 | —                | 79               | 14               | —                | —                | —                | —                | —                | —                | 76               | Follow the Leader                     |
| "In the Ghetto"                                                                        | 1990 | —                | 82               | 10               | —                | —                | —                | —                | —                | —                | —                | Let the Rhythm Hit 'Em                |
| "Let the Rhythm Hit 'Em"                                                               | 1990 | —                | 23               | 2                | —                | —                | —                | —                | —                | —                | 81               | Let the Rhythm Hit 'Em                |
| "Mahogany"                                                                             | 1991 | —                | —                | 28               | —                | —                | —                | —                | —                | —                | —                | Let the Rhythm Hit 'Em                |
| "What's on Your Mind"                                                                  | 1991 | —                | 34               | 20               | —                | —                | —                | —                | —                | —                | —                | Don't Sweat the Technique             |
| "Don't Sweat the Technique"                                                            | 1992 | —                | 14               | 1                | —                | —                | —                | —                | —                | —                | —                | Don't Sweat the Technique             |
| "Casualties of War"                                                                    | 1992 | —                | 23               | 11               | —                | —                | —                | —                | —                | —                | —                | Don't Sweat the Technique             |
| "Juice (Know the Ledge)"                                                               | 1992 | 96               | 36               | 7                | —                | —                | —                | —                | —                | —                | —                | Juice OST / Don't Sweat the Technique |
| "—" denota que não alcançou posição nas paradas ou não foi lançado naquele território. |      |                  |                  |                  |                  |                  |                  |                  |                  |                  |                  |                                       |

### Como artista convidado
| Título                                                                       | Ano  | Pico nas paradas | Pico nas paradas | Pico nas paradas | Pico nas paradas | Pico nas paradas | Álbum            |
| Título                                                                       | Ano  | US               | US R&B           | NL               | NZ               | UK               | Álbum            |
| ---------------------------------------------------------------------------- | ---- | ---------------- | ---------------- | ---------------- | ---------------- | ---------------- | ---------------- |
| "Friends (canção de Jody Watley)\|Friends" (Jody Watley com Eric B. & Rakim) | 1989 | 9                | 3                | 25               | 31               | 21               | Larger than Life |

## Vídeoclipes
| "I Ain't No Joke"                | 1987 | Vivien Goldman, Mick Sawyer |
| "Move the Crowd"                 | 1987 | Bill Dill                   |
| "Paid in Full"                   | 1987 | Bruno Tilley                |
| "Follow the Leader"              | 1988 | Scott Kalvert               |
| "Microphone Fiend"               | 1988 | Scott Kalvert               |
| "In the Ghetto"                  | 1990 | —                           |
| "Don't Sweat the Technique"      | 1992 | Demian Lichtenstein         |
| "Juice (Know the Ledge)"         | 1992 | Kevin Bray                  |
| "Casualties of War"              | 1992 | Peter Darley Miller         |
| "—" denota diretor desconhecido. |      |                             |

### Como artista convidado
| Título                                            | Ano  | Diretor(es) |
| ------------------------------------------------- | ---- | ----------- |
| "Friends" (Jody Watley featuring Eric B. & Rakim) | 1989 | Jim Sonzero |

## Ligações Externas
- Discografia de Eric B. & Rakim no Discogs

Predefinição:Eric B & Rakim